# Промоција здравља
Промоција здравља је концепт заснован на тежњи да се унапреди повезаност људи и њихове друштвене околине, стављајући у први план одговорност како појединца за сопствено здравље, тако и утицај фактора друштвене и природне средине на здравље целокупне друштвене заједнице. Кроз концепт нове јавне здравствене заштите, промоција здравља и примарна здравствена превенција се намећу као приоритетне области за промотивно деловање, у локалној заједници. Промоција здравља обухвата сарадњу више државних сектора и више научних дисциплина и развијено партнерство између заједнице и здравственог сектора, што у овој области има посебан значај за здравље.

## Циљеви
Основни циљеви промоције здравља су бројни, али један од најважнијих је стварање снажног партнерства између здравственог сектора и чланова друштвене заједнице. Овим циљем се обезбеђује заједнички приступ сагледавању и идентификовању потреба, решавању здравствених проблема и пружају услуге и помоћ онима којима су оне најпотребније, односно припадницима социјалних група посебно подложних болестима.

## Историјат
Промоција здравља се кроз историју развијала, као и већина других тековина међународног права и међународног деловања, кроз међународне уговоре - конвенције, декларације и повеље - у светским оквирима превасходно под покровитељством СЗО, а у европским оквирима под покровитељском саме Европске уније.
Један од значајнијих међународних уговора из ове области је Декларација СЗО из Алма Ате 1978, која ја била важна за промоцију светског здравља. 
Осам година касаније, у Отави је1986. СЗО одржала прву интернационалну конференцију Промоција здравља и саставила повељу, дљнљс познату као „Повеља промоције здравља из Отаве“. Повеља се ослања на декларацију из Алма Ате и заснована је се на акцијама у следећим областима:
- формирање здравствене политике,
- преоријентисање здравствених организација,
- очување природне и друштвене околине које позитивно утичу на здравље,
- оснаживање друштвеног деловања,
- развијање персоналних вештина.

Полазећи од концепта да је здравље основно људско право, Повеља из Отава истакла је поједине предуслове за здравље који подразумевају; мир, адекватне економске ресурсе, храну и кров над главом, као и стабилност екосистема и рационално коришћење ресурса. Нераскидива повезаност између друштвених и економских услова, физичког окружења, животног стила појединца и здравља, подразумева да сви системи и структуре које управљају друштвеним и економским условима и физичким окружењем треба да буду свесни своје ангажаваности у односу на здравље појединца и друштва у целини, као и његову свеукупну добробит. Из ових принципа проистекло је холистичко (целовито) разумевање здравља које је од фундаменталног значаја за дефинисање промоције здравља.

### Развој промоције здравља на интернационалном и европском нивоу
Након доношења повеље у Отави , на међународним скуповима усвојен је већи број декларација које се односе на различите аспекте ове повеље. 
- Године 1988. скуп у Аделејду (Аустралија), био је фокусиран на развој здравствене политике као једног од подручја промоције здравља, при чему су идентификовани приоритети здравствене политике као што су исхрана, алкохолизам, пушење, здравље жена и утицај природне и друштвене околине. * Године 1991. у Сундсвал-лу (Шведска), идентификован је практички начин да се креира социјално и економско окружење за развој здравља, компатибилно са одрживим економским развојем.
- У Европском парламенту и Европском савету 1996. године, Европска унија је подржала развој промоције здравља кроз публикацију „Програм промоције здравља“.
- Године 1997. у Џакарти (Индонезија) усвојена је једна од важнијих декларација. Циљ овог скупа био је да идентификује опсег професионалних и техничких вештина потребних за улазак промоције здравља у 21. веку. Декларацију из Џакарти, у којој се наглашава да је од фундаменталне важности инвестирање у стварање инфраструктуре за промоцију здравља, подржала је и СЗО. Декларацијом из Џакарте идентификовано је пет приоритета:

- промовисање друштвене одговорности за стање здравља
- повећање инвестиција за развој здравља
- развитак партнерстава за рад промоције здравља
- повећање капацитета друштва и оспособљавање појединца
- обезбеђивање инфраструктуре за промоцију здравља.